# Euroschinus jaffrei
Euroschinus jaffrei är en sumakväxtart som beskrevs av M. Hoff. Euroschinus jaffrei ingår i släktet Euroschinus och familjen sumakväxter. Inga underarter finns listade i Catalogue of Life.